# Naviband
I Naviband (noti precedentemente come Navi) sono un duo musicale bielorusso, formato nel 2013 a Minsk e composto dai coniugi Arcëm Luk"janenka (voce e chitarra) e Ksenija Žuk (voce e tastiera), oltre che da alcuni strumentisti fissi aggiuntivi durante le esibizioni dal vivo. Tutte le canzoni pubblicate dal duo sono cantate in lingua bielorussa.

## Storia
Dopo la pubblicazione del loro album di debutto Soncam sahretyja nel 2014, i NAVI hanno provato a rappresentare la Bielorussia all'Eurovision Song Contest 2016 con la canzone Heta zjamlja, piazzandosi quarti su 10 partecipanti nella selezione nazionale bielorussa. Ci hanno riprovato l'anno successivo con Historyja majho žyccja, che è risultata la quinta più televotata su 13 partecipanti e la preferita della giuria, totalizzando così 18 punti e vincendo il biglietto per l'Eurovision Song Contest 2017 a Kiev, in Ucraina. I 2 artisti si sono qualificati per la finale passando per la seconda semifinale dove si sono classificati noni. Nella serata finale si sono esibiti per terzi e, guadagnando 83 punti, hanno chiuso 17° su 26 partecipanti.
Il loro terzo album, Illjuminacija, è uscito il 20 gennaio 2017.

## Membri
Principali
- Arcëm Luk"janenka – voce, chitarra
- Ksenija Žuk – voce, tastiere

Musicisti
- Uladzislau Čaščavik – basso
- Uladzimir Beger – percussioni
- Aljaksandr Tabol'ski – produttore

## Discografia

### Album in studio
- 2014 – Lovi
- 2014 – Soncam sahretyja
- 2017 – Illjuminacija
- 2017 – Adnoj darohaj
- 2019 – NaviBand
- 2025 – Adliha

### Album dal vivo
- 2016 – Live from Minsk 14.02.2016

### Raccolte
- 2024 – Pesni pra dom: Singly 20-23

### Singoli
- 2013 – Abdymi mjane
- 2015 – Heta ziamlia
- 2016 – Kolybel'naja
- 2017 – Historyja majho žyccja
- 2017 – Biažy
- 2017 – A dzie žyvieš ty?
- 2018 – Molodost' v karmane
- 2018 – Sumne more
- 2019 – Galileo (Dva čeloveka)
- 2019 – Odin iz nas
- 2020 – Inšyja
- 2020 – Devočka v belom
- 2021 – Vol'nyja sny (feat. Val)
- 2021 – Girl in White (con Ryan O'Reilly)
- 2021 – Odnaždy
- 2021 – Sumnae svjata
- 2022 – Mary
- 2022 – Svjaci
- 2022 – Pečal'
- 2023 – Bižy (con Tayanna)
- 2023 – Kupalinka
- 2023 – Poezd
- 2024 – Prabač
- 2024 – Sokal
- 2024 – Mama/Mamo (solo o con Cheev)
- 2024 – Aryën
- 2024 – Listapad
- 2024 – Nadzeja